# Bundesstraße 316
Pour les articles homonymes, voir Route 316.
La Bundesstraße 316 est une Bundesstraße du Land de Bade-Wurtemberg.
La route relie Lörrach à Rheinfelden (Baden) par le passage à niveau de Waidhof. Le tracé est ainsi parallèle à l'A 98 et l'A 861 qui suit en direction sud et est achevé en 2006. La B 316 fait partie de la route européenne 54.

## Source
- (de) Cet article est partiellement ou en totalité issu de l’article de Wikipédia en allemand intitulé « Bundesstraße 316 » (voir la liste des auteurs).

1. ↑  (de) « Die Bundes- und Reichsstraßen in Deutschland - Nr. 166 bis 327 » [archive du 18 février 2009], sur home.arcor.de (consulté le 16 juillet 2025)